# U-552
U-552 – niemiecki okręt podwodny (U-Boot) typu VII C z okresu II wojny światowej. Okręt wszedł do służby w 1940. 
Jeden z najbardziej skutecznych U-bootów; w ciągu trzech lat służby zatopił 30 jednostek o łącznej pojemności 163 756 BRT. Był uczestnikiem dwóch kontrowersyjnych zdarzeń: storpedowania w październiku 1941 amerykańskiego niszczyciela USS „Reuben James” oraz zatopienia ogniem artyleryjskim frachtowca SS „David H. Atwater” w kwietniu 1942.

## Historia
Zamówienie na budowę okrętu zostało złożone w stoczni Blohm & Voss w Hamburgu. Rozpoczęcie budowy okrętu miało miejsce 1 grudnia 1939. Wodowanie nastąpiło 14 września 1940, wejście do służby 4 grudnia 1940.
Po dwumiesięcznym szkoleniu załogi, okręt pod dowództwem Ericha Toppa udał się do bazy morskiej w Kilonii. 13 lutego 1941 wyruszył w swój pierwszy patrol bojowy u zachodnich wybrzeży Wielkiej Brytanii; w jego trakcie zatopiono brytyjski zbiornikowiec i islandzki trawler rybacki. Kolejną bazą U-552 stało się francuskie Saint-Nazaire, co umożliwiło łatwiejszy dostęp do wód Oceanu Atlantyckiego i odbywanie dłuższych rejsów w celu zwalczania alianckich konwojów morskich. Podczas dwóch patroli (wiosna 1941) zatopił 5 i uszkodził jeden frachtowiec z konwojów pływających pomiędzy Stanami Zjednoczonymi a Irlandią. Dalsze 3 patrole odbywały się na środkowym Atlantyku, zatopiono 4 statki handlowe.
30 października U-552 storpedował stary amerykański niszczyciel USS „Reuben James”, płynący w eskorcie konwoju HX-156. Wtórny wybuch bomb głębinowych na pokładzie okrętu zabił większość rozbitków znajdujących się wodzie (zginęło 115 z 160 członków załogi, w tym wszyscy oficerowie). USS „Reuben James” był pierwszym amerykańskim okrętem zatopionym podczas II wojny światowej, miało to miejsce jednak przed oficjalnym przystąpieniem USA do wojny. Incydent wywołał wybuch wściekłości w Stanach Zjednoczonych, mimo że nie był przyczyną przystąpienia do wojny, miał udział w przyspieszeniu przygotowań.
W 1942 U-552 brał udział w zwalczaniu żeglugi u wschodnich wybrzeży USA. Podobnie jak inne niemieckie okręty podwodne, odnosił znaczne sukcesy z powodu braku przeciwdziałania przeciwnika – podczas 3 rejsów w pierwszej połowie 1942 roku zatopił 13 jednostek. 2 kwietnia dokonano nocnego ataku na stary parowiec SS „David H. Atwater”. Jednostka, ostrzelana bez ostrzeżenia z działa i broni przeciwlotniczej, szybko zaczęła tonąć. 
Pociski zabijały marynarzy opuszczających pokład, trafiały w tratwy ratunkowe i znajdujących się na nich rozbitków; przeżyło jedynie 3 z 27-osobowej załogi. Nie jest jasne czy ostrzelanie tratw był zamierzone czy też było niezamierzoną konsekwencją nocnego ataku. 
Po kolejnych dwóch patrolach (zatopiono 4 statki) oraz dokonaniu napraw uszkodzeń spowodowanych przez wzburzone morze, awansowanego Toppa zastąpił Kapitänleutnant Klaus Popp.
W późniejszym okresie, podobnie jak cała U-Bootwaffe, U-552 nie odnosił już spektakularnych sukcesów. Odbywał rejsy bojowe u wybrzeży Hiszpanii, Portugalii i Afryki; skierowany do działań przeciwko siłom inwazyjnym w Północnej Afryce (operacja Torch), nie zdołał pokonać Cieśniny Gibraltarskiej. Podczas dwóch patroli w 1943 nie zatopiono ani jednej nieprzyjacielskiej jednostki; 27 maja bomby głębinowe zrzucone przez Liberatora Royal Air Force spowodowały poważne uszkodzenia i konieczność dokonania czteromiesięcznego remontu.
W 1944 okręt odbył ostatni, również bezowocny, patrol bojowy. W kwietniu przeniesiono go do 22. Szkolnej Flotylli, gdzie służył prawie do końca wojny. 2 maja 1945 w Wilhelmshaven załoga dokonała samozatopienia okrętu, by zapobiec dostaniu się go w ręce nieprzyjaciela (operacja Regenbogen).